# Aeródromo Las Brujas
El Aeródromo Las Brujas (OACI: SCXB) es un terminal aéreo ubicado junto al Salamanca, Provincia de Choapa, Región de Coquimbo, Chile. Es de propiedad privado.